# Geogarypus paraguayanus
Espèce
Geogarypus paraguayanus est une espèce de pseudoscorpions de la famille des Geogarypidae.

## Distribution
Cette espèce se rencontre au Paraguay et au Brésil.

## Étymologie
Son nom d'espèce lui a été donné en référence au lieu de sa découverte, le Paraguay.

## Publication originale
- Beier, 1931 : Neue Pseudoscorpione der U. O. Neobisiinea. Mitteilung aus dem Zoologischen Museum in Berlin, vol. 17, p. 299-318.